# Krogovičje
Krogovičje je arhitekturni element, je iz segmentov kroga sestavljen ornament, filigransko delo kamnosekov v obliki dvodimenzionalnih oblik oken, ograj in odprtih zidov. Krogovičje je sestavljeno iz geometrijskih oblik, ki se izdelujejo kot kamniti profili, kjer je kamen popolnoma izdolben. Če ti okraski zapirajo stensko ploskev se imenuje krogovičje, če stoji prosto pred zidom, se imenuje pajčolansko krogovičje.
Krogovičje je izum gotske arhitekture in je ena od glavnih značilnosti visokega in poznega obdobja gotike, kjer je bilo bistven del oken. Gotsko krogovičje je postavljeno tudi na drugih mestih zgradb, na primer kot ograja na triforiju, emporah, na zvonikih, tudi pohištvu ali perforiranih in prednapetih stenah na fasadi.
Fino krogovičje je treba stabilizirati z železnimi klini, enostavno utrditi z malto ni dovolj. V ta namen so bile narejene v naležne površine tanke luknje, v katere so zapičili železne kline. Preostala votlina je bila napolnjena s svincem. Včasih so med okni izdelali dodatno povezavo s horizontalnimi železnimi palicami, okno pa zapolnili z vitraji. Pri velikih in zelo velikih oknih, se je krogovičje v glavnem utrdilo z železnimi palicami, pri čemer imajo nalogo, da absorbirajo pritisk vetra. Krogovičje je na ograjah včasih sestavljeno iz pravokotnih kamnitih plošč, ki so razdeljene v želeno obliko. Zunanje krogovičje je ogroženo zaradi vremenskih pogojev, zato so filigranske komponente razporejene tako, da je možna delna ali popolna zamenjava.

## Zgodovina
Vse večje steklene površine v poznih romanskih oknih so imele pred izumom krogovičja manj dekoracij in  železna sidra proti pritiskom vetra in teže (primer: zahodno okno v katedrali Le Mans). Krogovičje je ponudilo naročnikom in arhitektom visokega in poznega srednjega veka možnost večjih estetskih in tehničnih zahtev, in jih uporabljajo že stoletja.
Za predhodnika krogovičja velja tako imenovana rozeta (okroglo okno) ob koncu 12. stoletja (Beauvais, St. Etienne, Chartres, Westrose). Najstarejši oblike oken s krogovičjem, so znane kot plate krogovičje, kjer so posamezne luči (zastekljene odprtine v oknu) imele videz v ravno ploščo izrezanih lukenj. Romanska cerkvena okna so običajno zelo majhna, nekoliko višja kot širša, s preprosto okroglo glavo v segmentnem loku na vrhu. Od okoli 1140 je koničasto gotsko okno (najprej pri prenovi kora v St. Denis) začelo prevladovati.
Za pravo krogovičje velja le tisto, ki je sestavljeno iz geometrijske oblike iz kamnitih profilov. Prva taka okna najdemo v visoki gotski kapeli katedrale v Reimsu, katere gradnja se je začela leta 1211. Dvopasovna visoka gotska okna so nadalje razčlenjena s povečanjem velikosti za dve lanceti, ki sta ponovno razdeljeni tako, da je ustvarjeno štiridelno okno. Šele kasneje so zidarji izpilili strogo strukturo in začeli oblikovati kakršno koli število enakih velikosti lancet. Posebna oblika gotskega okna je krožna rozeta, v kateri je krogovičje radialno simetrično.

## Zgodovina sloga
Spremembe oblike krogovičja so pomembno sredstvo za razvrščanje arhitekturne zgodovine gotike. Slogovne faze so pogosto izvirale iz krogovičja: Rayonnant, francosko "sijoč" za visoke gotske faze, v kateri so rozete okna razdeljena na radialne proge. Razposajeni francoski [[Flamboyant slog za poznogotsko obdobje, v katerem je krogovičje plameneče in asimetrične oblike. Okrašen slog (angl. Decorated slog) za nekatere bogate faze gotskega dekorja v Angliji. Perpendicular slog - "pravokotno" za pozno fazo angleške gotike, navpično paličevje prikazuje krogovičje. V nemškem gotskem slogu je prehod od visoke do pozne gotike opredeljen s pojavom ukrivljenega krogovičja, kot so ribji mehur ali snežena kepa.
- Plate krogovičje, okna v stolnici v Chartres, okoli 1215–1220
- Krogovičje na koru stolnice v Reimsu,  1215–20
- Rozeta s krogovičjem (Rayonnant), Stolnica Notre-Dame v Parizu, po 1250
- Slog perpendicular: obok in okno samostanske cerkve v Bathu
- Rozeta v slogu flamboyant,  fasada južnega transepta stolnice v Sensu, konec 15. stoletja
- Mešanica gotike in renesanse v St-Eustache v Parizu, 1532–1633

## Oblike
- Krogovičje z dvema ribjima mehurjema
- Krogovičje z dvema ribjima mehurjema v krogu
- Krogovičje s tremi nunskimi glavami
- Krogovičje z zgoraj ležečimi trilisti

Cerkvena okna iz časov visoke in pozne gotike si ni mogoče predstavljati brez krogovičja, ker so bile potrebne dodatne strukture zaradi njihovih ogromnih velikosti. Koničasto okno je običajno sestavljeno iz dveh ali več pravokotnih delov, lancete, ki se konča z ostrim lokom in običajno sega do višine pritrditve loka. Območje nad timpanonom je fino strukturirano z dodatnimi geometrijskimi liki. Imenujejo jo Couronnement (francoska krona). Te oblike (ornamenti) imajo svoja imena, na primer:

## Primeri krogovičja
Okna s krogovičjem na cerkvi svetega Petra v Regensburgu (glej spodnjo sliko) imajo dvojno delitev in vmesno steno ter devet lancet. Zgornji pediment je prednapeto pajčolansko krogovičje, ki leži pred dejansko steno.
- Visokogotsko krogovičje v Konstanškem Münstru
- Stolnica sv. Petra, Regensburg: okna v prečni ladji
- Shematski prikaz gotskega krogovičja z rozeto v zahodni fasadi stolnice v Strasbourgu
- Krogovičje na oboku, Peter Parler, zlata vrata, Stolnica svetega Vida, Praga.

## Leseno krogovičje
V gotiki in nato še enkrat v novogotskem obdobju so oblikovali stenske obloge, pohištvo (stole, omare in skrinje) in leseno pohištvo za cerkve (cerkvene klopi, oltarje, prižnice in empore) z zapleteno rezbarijo, ki se je zgledovala po gotskem krogovičju. Tudi ta tesarska umetnost se zato imenuje krogovičje.

## Kovinsko krogovičje
V novogotskem obdobju so krogovičje izdelovali tudi v litega železa. Najbolj znan primer je stolp stolnice v Rouenu, je 151,5 m visok zvonik v celoti iz litega železa, končan leta 1877. Do zaključka leta 1880, je bila to najvišja stavba na svetu.